# Чурилово (Пустошкинский район)
Чурилово — деревня в России, в Пустошкинском районе Псковской области. Входит в состав Забельской волости.

## География
Деревня расположена в 45 км к северо-востоку от районного центра города Пустошка и в 20 км к северу от волостного центра деревни Забелье.

## Население
| 2002 | 2010 |
| ---- | ---- |
| 164  | ↘84  |

Численность населения деревни по оценке на начало 2001 года составляла 172 жителя.

## История
С 1995 до 2005 года деревня была административным центром ныне упразднённой Бессоновской волости.